# N-トランス
N-トランス (N-Trance) は、イギリスの音楽グループ（バンド）。1990年結成。ディスコミュージックやダンスミュージックに分類される楽曲で知られ、売り上げ累計は全世界合計で500万枚を超える。代表曲に「Set You Free」「ステイン・アライヴ（ビージーズのカバー）」などがある。

## 略歴
1990年、オールダム大学でサウンドエンジニアの技術を学んでいたケヴィン・オトゥールとデール・ロングワースによって結成された。
1992年には、ボーカルにケリー・ロレンナを迎えたシングル「Set You Free」を、PWLレコードからリリース。当初は500枚しかプレスされなかったが、1994年に移籍先のAll Around The Worldから再発売され、その年の全英シングルチャートで39位にランクイン。その後もダンス・ミュージックのブームもあってロングセラーを記録し、1995年には全英シングルチャート最高位2位を記録した。
1995年には初のフル・アルバムである『エレクトロニック・プレジャー』をリリース。先に挙げた「Set You Free」のほか、ラブランドのボーカルであるレイチェル・マクファーレンをフィーチャーしたシングル「Turn Up The Power」や、ビージーズのカバー曲である「ステイン・アライヴ」などが収録された。ヨーロッパ諸国のほか、日本やオーストラリアなどでも発売され、全英アルバムチャート最高位99位。
同年、日本国内で深夜に放送されていた音楽番組『BEAT UK』(フジテレビ)では、シングル「Set You Free」、ビージーズのカバー曲である「ステイン・アライヴ」の2曲がUKシングルチャートでNo.1を獲得。エイベックスから発売していたハウス、テクノなどのダンス・ナンバーの曲を集めたコンピレーション・アルバム『ハウスレボリューション』にも収録されている (「Set You Free」はVol.38の10曲目。「ステイン・アライヴ」はVol.41の1曲目)
1998年にはロングワースが脱退し、N-トランスはオトゥールのソロプロジェクトとなった。1999年にはセカンド・アルバム『ハッピー・アワー』をリリース、2001年にはベスト・アルバムである『ザ・ベスト・オブ・N-トランス1992-2003』をリリースした。しかしその後 N-トランスとしての活動は停滞。
2004年には、N-トランスの結成時メンバーであるオトゥールとロングワースによる新ユニット「Freeloaders」を結成。
2009年、10年ぶりとなるオリジナル・アルバム『The Mind of the Machine』をリリースした。

## メンバー

### 現在のメンバー
- ケヴィン・オトゥール（Kevin O'Toole) - キーボード、プログラミング (1990年- )

### 旧メンバー
- デール・ロングワース (Dale Longworth) - キーボード、ベース (1990年-1998年)

## ディスコグラフィ

### アルバム
- 『エレクトロニック・プレジャー』 - Electronic Pleasure (1995年)
- 『ハッピー・アワー』 - Happy Hour (1998年)
- 『ザ・ベスト・オブ・N-トランス1992-2003』 - The Best of N-Trance 1992–2002 (2001年) ※コンピレーション
- The Mind of the Machine (2009年) ※ダウンロードのみ